# August Schmarsow
August Schmarsow, född den 26 maj 1853 i Schildfeld, Mecklenburg-Schwerin, död den 19 januari 1936 i Baden-Baden, var en tysk konsthistoriker.
Schmarsow studerade i Zürich, Strassburg och Bonn  och blev 1881 docent i konsthistoria i Göttingen, professor där 1882, i Breslau 1886. År 1892 begav han sig till Florens, 1893 till  Berlin. År 1894 fick han tjänst i Leipzig, där han undervisade i flera decennier som extra ordinarie professor. Han författade biografierna över Pierre Jean David d’Angers, Jean Auguste Dominique Ingres och Pierre Paul Prud’hon i Robert Dohmes Kunst und Künstler; Raffael und Pinturicchio in Siena (1880).